# Nearer, My God, to Thee

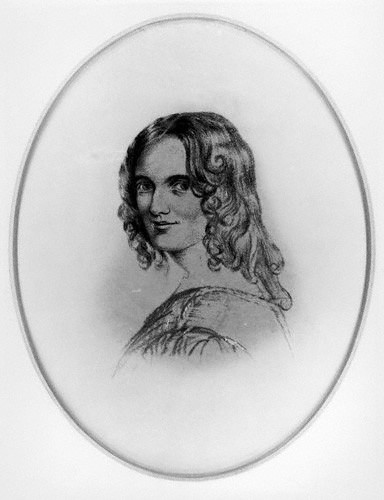
Sarah Flower Adams.

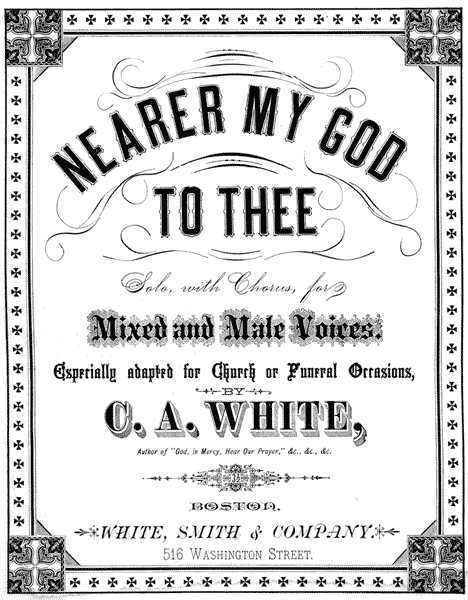
Capa da partitura, 1881.

"Mais Perto, Meu Deus, de Ti" (do original em inglês "Nearer, My God, to Thee") é um hino tradicional protestante do século XIX escrito por Sarah Flower Adams, vagamente baseado em Gênesis 28:11-19 , a história de sonho de Jacó.
Gênesis 28:11-12 pode ser traduzido da seguinte forma. 
"E chegou a um lugar onde passou a noite, porque o sol já se havia posto; e, tomando uma das pedras do lugar e pondo-a debaixo da cabeça, deitou-se ali para dormir.
Então sonhou: estava posta sobre a terra uma escada, cujo topo chegava ao céu; e eis que os anjos de Deus subiam e desciam por ela; ... " 

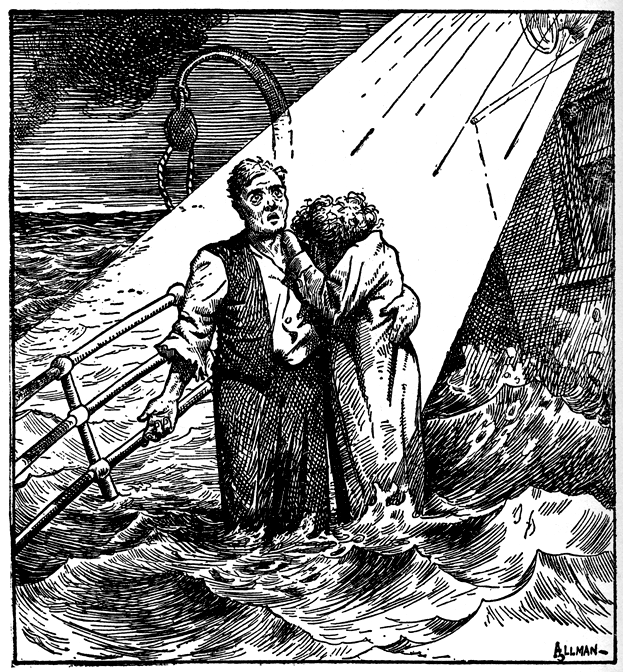
"Nearer, My God, To Thee" – desenho de 1912.

É mais famosa, pois foi tocada pelos violinistas do RMS Titanic antes de o navio afundar.

## Letra
- O ministro estava pregando
- E a multidão estava de pé perto
- A congregação cantou em uma melodia
- No corredor, estava alto e claro
- Toda a multidão que o rodeava
- Estavam a chorar como pude ver.
- As canções que cantavam eram tão comoventes.
- Estavam a cantar para o meu Deus para ti.
- Mais perto de Ti, meu Deus
- Mais perto de Ti, mais perto de Ti
- Mais perto de Ti, mais perto de Ti
- Mais perto de TI, mais perto de Ti
- Continuei cantando
- Mais perto de ti, meu Deus
- Mais perto de Ti, mais perto de Ti
- Mais perto de Ti, mais perto de Ti
- Mais perto de Ti, mais perto de Ti
- Às vezes, gosto de estar na companhia.
- Mas quando saio, gosto de ficar fora por muito tempo.
- A canção é a única coisa que me pode controlar, Senhor.
- Quando conheço problemas, os problemas estão prestes a chegar.
- Eu caio de joelhos e chamo Deus à noite
- E eu sei que Ele vai trazer bem aos meus fardos
- Digo-Lhe, Senhor, que desejo estar mais perto, mais perto do meu Deus de Ti, Aleluia.
- Mais perto de ti, meu Deus
- Mais perto de Ti, mais perto de Ti
- Mais perto de Ti, mais perto de Ti
- Mais perto de Ti, mais perto de Ti
- Mais perto de Ti, meu Deus
- Mais perto de Ti, mais perto de Ti
- Mais perto de Ti, mais perto de Ti
- Mais perto de Ti, mais perto de Ti
- Lembro-me que eu era um rapazinho.
- Eu costumava perguntar-me o que a minha mãe estava a fazer, tem piedade, Senhor.
- Uma manhã saí e vi que a mãe estava toda dobrada e a mãe tinha de se levantar, ela estava a olhar para o céu.
- E vi as lágrimas enquanto caíam pelos olhos da minha mãe
- E ainda consigo ouvir a canção que a mãe estava a cantar
- Mais perto de ti, meu Deus
- Mais perto de ti, meu Deus
- Mais perto de Ti, mais perto de Ti
- Mais perto de Ti, mais perto de Ti
- Mais perto de Ti